# Billy Evans
Billy Evans, született William Best Evans (Berea, Kentucky, 1932. szeptember 13. – 2020. november 22.) olimpiai bajnok amerikai kosárlabdázó.

## Pályafutása
A Kansasi Egyetemen diplomázott, ahol az egyetemi sportcsapatban, a Kentucky Wildcatsban kosárlabdázott. 1955-ben a Rochester Royals játékosa lett. Tagja volt az 1956-os melbourne-i olimpián aranyérmes válogatottnak.

## Sikerei, díjai
- Olimpiai játékok
  - aranyérmes: 1956, Melbourne
- Pánamerikai játékok
  - aranyérmes: 1959, Chicago